# Krysta (film)
Krysta – polski niemy film fabularny z 1919 roku w reżyserii Aleksandra Hertza i Danny’ego Kadena, na podstawie scenariusza Marii Morozowicz-Szczepkowskiej.
Film nie zachował się do dziś.

## Obsada
- Janina Szyllinżanka – młoda poetka Krysta
- Kazimierz Junosza-Stępowski – malarz Łucki
- Józef Węgrzyn – architekt Jerzy Orwicz
- Maria Brydzińska – Anielka
- Stanisław Knake-Zawadzki – ojciec Anielki
- Anna Jaraczówna

## Produkcja
Produkcja realizowana przez wytwórnię filmową Aleksandra Hertza Sfinks. Scenografię wykonali Tadeusz Sobocki i Józef Galewski. Zdjęcia wykonał Zbigniew Gniazdowski.